# Peter I van Cyprus
Peter I (Nicosia, 9 oktober 1328 - aldaar, 17 januari 1369) was koning van Cyprus, Armenië en titulair koning van Jeruzalem.
Hij was de tweede zoon van Hugo IV maar ongetwijfeld omdat de eerste vroegtijdig overleden was, werd Peter eerste keus voor de troon. Onduidelijk is echter of Peter de zoon is van eerste echtgenote Maria of van de tweede Alice. Bronnen vermelden dat het van Alice is, maar omdat Hugo bij Maria 8 kinderen verwekte, valt dit te betwijfelen.
In 1342 trouwde Peter met Eschiva van Montfort, die echter al in 1350 overleed; het koppel was toen nog kinderloos. Hij trouwde daarna met Eleanora van Aragón-Gandia, dochter van Peter IV van Ribagorza. Ze kregen drie kinderen;
- Peter II van Lusignan, opvolger
- Margreta van Lusignan
- Eschiva van Lusignan

## Kruistocht van Peter
Hugo probeerde zijn zoon Peter het verlangen naar het veroveren van Jeruzalem weg te nemen. Maar na het overlijden van zijn vader ging Peter opnieuw naar Europa om steun te verwerven voor een Kruistocht. Dit keer lukte het om met een mix van Europese en Cypriotische soldaten een minikruistocht te organiseren. Op 11 oktober 1365 stak men de Middellandse Zee over om Alexandrië te veroveren. Na de geslaagde inname weigerden de Europese soldaten Peter te volgen naar Caïro. Deze slag werd dus een mislukking en paus Urbanus V adviseerde Peter om vrede te sluiten met de plaatselijke sultan. Dit was een nederlaag voor Peter en hij trok zich terug naar Cyprus. In 1366 veroverde hij Tripoli om opnieuw een campagne op te starten voor een kruistocht naar Jeruzalem. Opnieuw moest paus Urbanus V eraan te pas komen om vrede te stichten.
Toen Peter na jaren terugkeerde naar Cyprus ontdekte hij dat zijn vrouw Eleanor affaires had met anderen en dat zijn broers het ook niet zo nauw namen. Hij liet een paar broers ombrengen en zijn vrouw opsluiten. Hij kon zelf niet verhinderen dat hij, toen hij met zijn minnares Eschive de Scandelion in bed lag, door drie van zijn eigen ridders werd vermoord. Hij werd opgevolgd door zijn zoon Peter II.